# Takeley

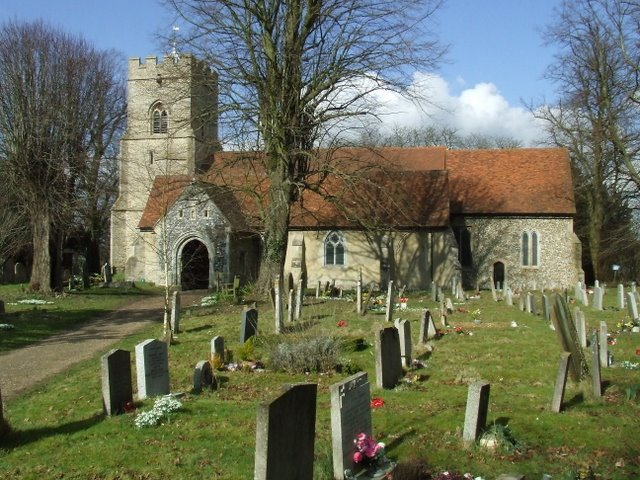
L'église de Takeley

Takeley est un petit village du sud-est de l'Angleterre, à proximité de Bishop's Stortford. Il se trouve dans l'Essex.